# Йохор
Йохор (бур. Ёохор) — народний танець-хоровод у бурятів. Поширений у всій етнічній Бурятії.
Виконується під акомпанемент оркестру або а капела, під дружний наспів. Група танців, тримаючись за руки і погойдуючись, зі співом рухається по колу повільними кроками. На приспіві рух пришвидшується, кроки змінюються стрибками. Музичний розмір — 2/4. У різних районах Бурятії та сусідніх регіонів є варіанти мелодії та хореографії. Йохор, що виконується в колі, танцює рухом сонця. Входить до сотні шедеврів нематеріальної спадщини Росії.

## Історія та термінологія
У сучасному бурятсько-російському словнику йоохор означає «бурятський хоровод». На думку Д. С. Дугарова слово запозичене з мови стародавніх уйгурів і походить від давньотюркського joqaru — «вгору». За припущенням І. А. Манжигєєва, слово йоохор виникло або з контамінації словосполучень йорг-йорг гехе («рухатися підстрибом») і орд-хорд гелдехе («говорити уривчасто, різко»). Таким чином, термін йохор є результатом змішування двох виразів, або походить із древнього тюрко-монгольського кореня.
Перші згадки про бурятський йохор у науковій літературі зустрічаються у праці німецького мандрівника XVIII століття Йоганна Ґеорґа Ґмеліна «Подорож через Сибір», виданому в Німеччині у 1752 році, й у книзі російського мандрівника і етнографа ХІХ століття Григорія Потаніна «Нариси Північно-Західної Монголії».
В даний час термін йоохор (у російській транскрипції йохор) вживається як загальнонаціональна назва танцю-хоровода. У західних бурятів, зокрема у ехірит-булагатів, він популярний під назвою наадан (букв. «гра») або хатар наадан («танець-гра»). Пісні, що супроводжують танець, називаються нааданай дуунууд — «ігрові пісні» (варіант — наадан зугаа, де зугаа — «бесіда, розмова, бенкет, розвага») або хатар нааданай дуунууд — «танцювальні пісні».
За давньою традицією наадани (у значенні «гра» і «танець») завершували родові шаманські обряди жертвоприношень — тайлгани, а пізніше, з поширенням буддизму, і введені в його практику, обряди обо. Тому хороводні танці бурятів у давнину були складовою обрядових ігрищ і пов'язані з родовими культовими місцями та моліннями і жертвопринесеннями, що в них проводилися, що й позначилося на традиційному назві кругового танцю — наадан.
У східних бурятів термінами йохор і нерьелге (один з найдавніших обрядових танців хорі-бурятів) позначаються самі танці, а пісні називаються йохорою дуунууд, хатарай дуунууд та нерьеєней дуунууд.

## Походження
Бурятські вчені запропонували дві гіпотези походження йохору:
1. Автохтонне — пов'язане з давнім облавним полюванням зегете аба (за Матвієм Хангаловим).
2. Запозичене — як елемент культурної спадщини найдавніших індоєвропейських та індоіранських племен, які мігрували до Південного Сибіру та Центральної Азії в бронзовому та ранньому залізному століттях (за Д. С. Дугаровим[2]) .

## Фестивалі
Одним із головних фестивалів останнім часом стала «Ніч йохора», яка щорічно проводиться в Улан-Уде з 2007 року. Фестиваль, організований державним театром пісні та танцю «Байкал» у червні—липні кожного року, збирає тисячі городян та гостей столиці Бурятії.
Республіканський центр народної творчості щорічно проводить Республіканський молодіжний конкурс «Йоохор наадан» у рамках Національного спортивно-культурного свята «Наадан-Сурхарбаан». Його головною метою є всебічне сприяння процесу відродження та розвитку традиційних йохорів та пісенно-ігрових, поетичних жанрів бурятів.